# محاكمة جاليليو جاليلي

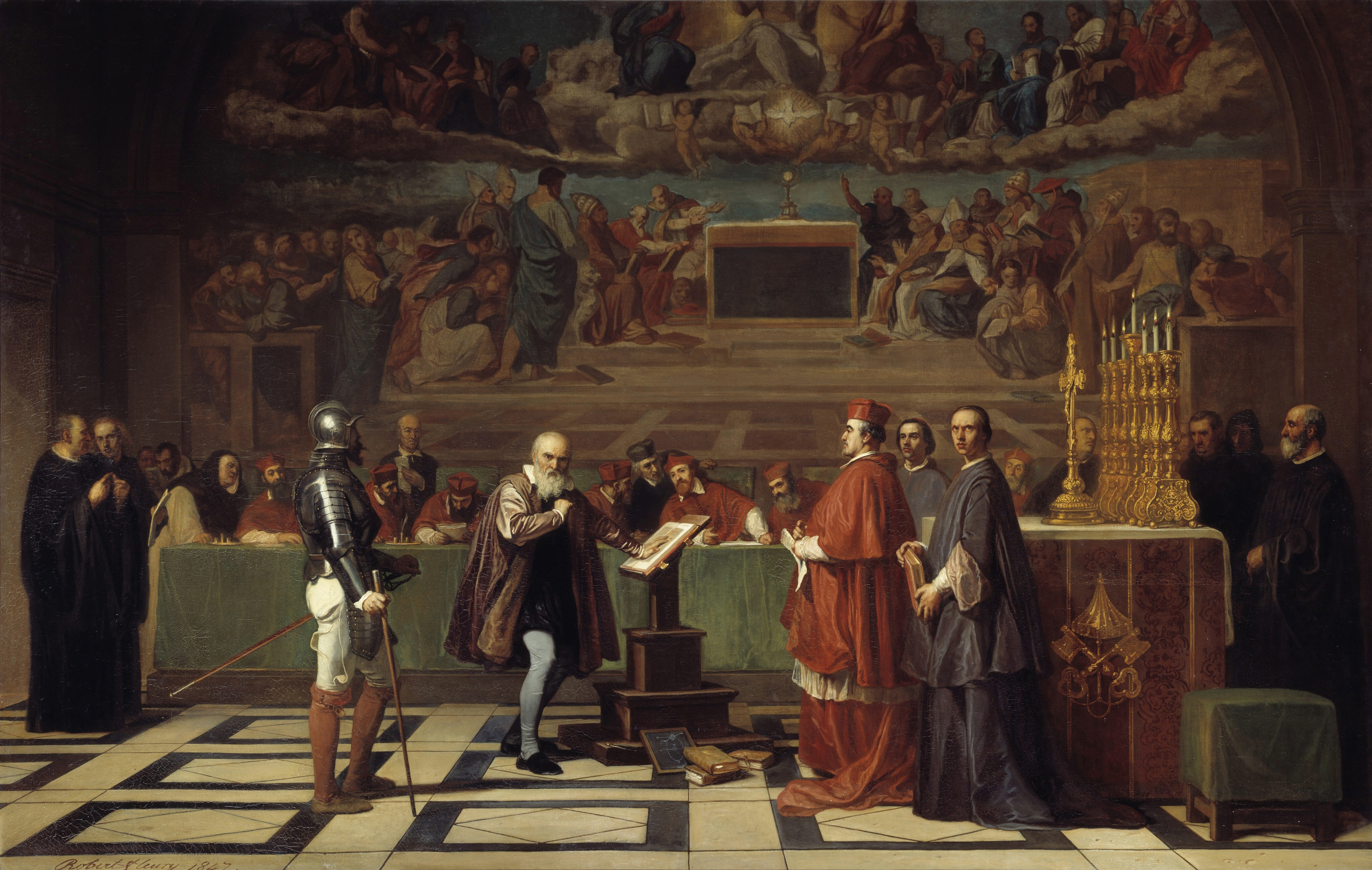
محاكمة غاليليو غاليلي، بريشة جوزيف نيكولاس روبرت فلوري.

بدأت قضية غاليليو نحو عام 1610، وانتهت بمحاكمة غاليليو غاليلي وإدانته من قبل محكمة التفتيش الرومانية الكاثوليكية عام 1633. تعرض غاليليو للمقاضاة بتهمة دعمه لنظرية مركزية الشمس، وهي نموذج فلكي يقول بدوران الأرض وبقية الكواكب حول الشمس التي تقع في مركز المجموعة الشمسية.
في عام 1610، نشر كتاب الرسالة الفلكية، والذي يصف مشاهداته المفاجئة التي وصل إليها باستخدام تلسكوبه الجديد، ومنها أقمار غاليليو المحيطة بكوكب المشتري. بناء على هذه المشاهدات ومشاهدات لاحقة مثل مراحل كوكب الزهرة، تبنى غاليليو نظرية مركزية الشمس التي صاغها العالم كوبرنيكوس في كتاب عن دوران الأجرام السماوية عام 1543.
قوبلت اكتشافات غاليليو بالمعارضة من قبل الكنيسة الكاثوليكية، وفي عام 1616، أعلنت المحكمة التفتيش أن نظرية مركزية الشمس «هرطقة» رسميًا. حظرت الكتب التي تتحدث عن مركزية الشمس وطلبت الكنيسة من غاليليو التوقف عن الإيمان بهذه الأفكار أو تعليمها أو الدفاع عنها.
تابع غاليليو عمله واضعًا نظرية حول التيارات البحرية عام 1616 والمذنبات عام 1619؛ ذاكرًا إن التيارات البحرية كانت دليلًا على حركة الأرض. في عام 1632، نشر غاليليو كتابه حوار حول النظامين الرئيسيين للكون، والذي دافع ضمنيًا عن مركزية الشمس، وحصل على شعبية واسعة. في رد على الجدل المتراكم حول اللاهوت والفلك والفلسفة، حاكمت محكمة التفتيش الرومانية الكاثوليكية غاليليو عام 1633 ووجدته «متهمًا بقوة بالهرطقة»، لتحكم عليه بالسجن إلى أجل غير مسمى. بقي غاليليو تحت الإقامة الجبرية حتى موته عام 1642.

## المسائل الجدلية السابقة

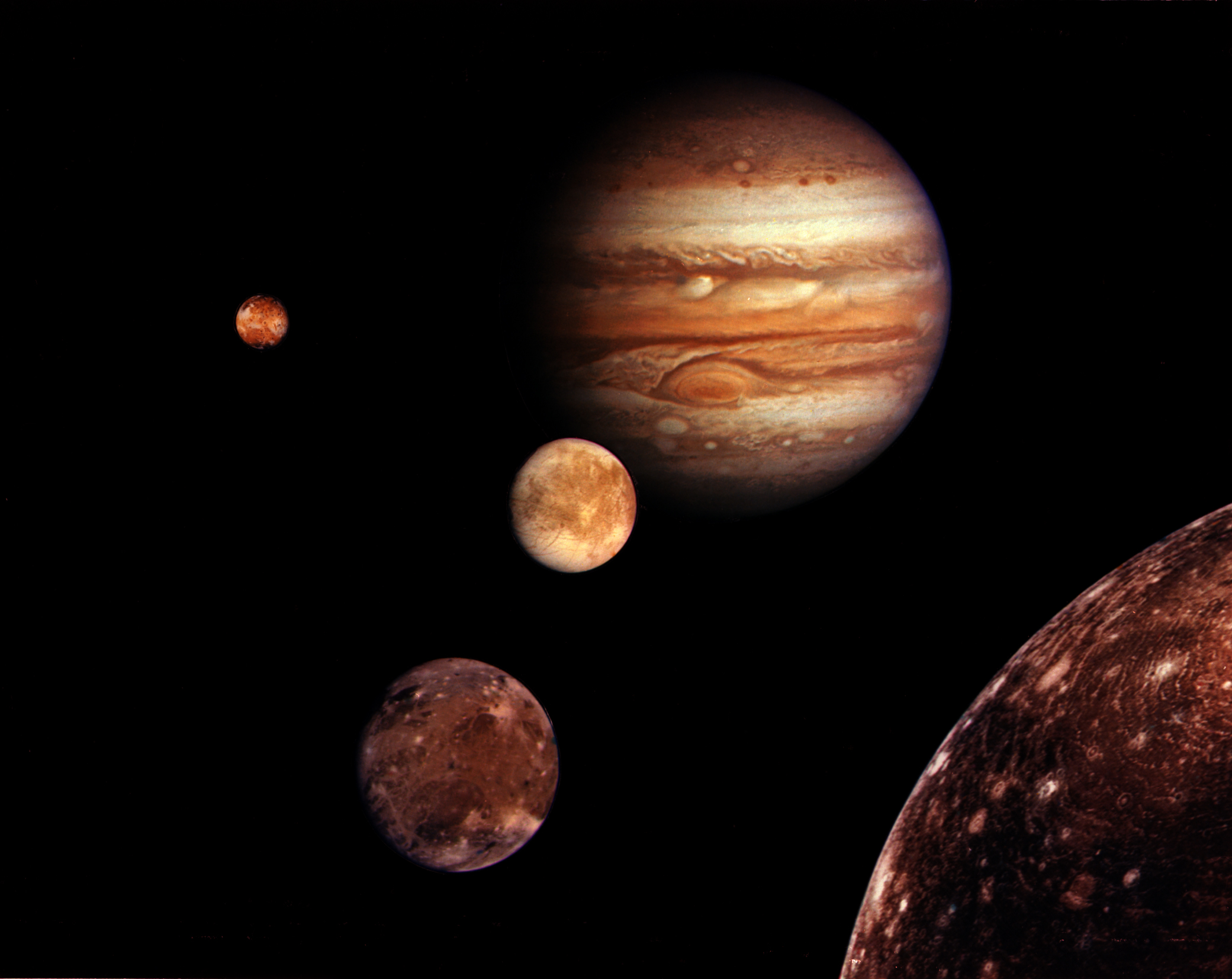
أقمار كوكب المشتري التي سميت نسبة لغاليليو، وهي تدور حول كوكبها الأم. اعتبر غاليليو هذه الأقمار نظامًا كوبرنيكيًا مصغرًا ضمن المجموعة الشمسية، واستخدمها كدليل لدعم مركزية الشمس.

بدأ غاليليو مراقبة السماء بالتلسكوب في أواخر عام 1609، وبحلول مارس 1610 تمكن من نشر كتاب الرسالة الفلكية، واصفًا بعض اكتشافاته: مثل الجبال على سطح القمر، والأقمار الصغيرة التي تدور حول المشتري، واكتشاف أن الأشياء التي ظنها أقرانه كتلًا شديدة الكثافة في السماء (السدم) كانت مجموعات من النجوم الخافتة لدرجة لا تسمح بالتمييز بينها دون استخدام تلسكوب. تلت ذلك مشاهدات لاحقة، ومنها مراحل كوكب الزهرة واكتشاف وجود البقع الشمسية
سببت إسهامات غاليليو العلمية أرقًا لعلماء اللاهوت والفلسفة الطبيعية في ذلك الوقت، لأنها ناقضت الركائز العلمية والفلسفية المعتمدة على أفكار أرسطو وبطليموس، والتي تدعمها الكنيسة الكاثوليكية. بشكل خاص، اعتبرت ملاحظات غاليليو حول مراحل كوكب الزهرة، والتي أظهرت دورانه حول الشمس، بالإضافة إلى مراقبة الأقمار التي تدور حول المشتري مناقضة لنموذج مركزية الأرض لبطليموس، والذي آمنت به الكنيسة الرومانية الكاثوليكية ودعمته، وداعمة لنموذج كوبرنيكوس الذي روج له غاليليو.
كان علماء الفلك اليسوعيون، وهم المختصون بكل من التعاليم الكنسية والعلوم والفلسفة الطبيعية، في البداية مشككين بهذه الأفكار الجديدة ومعادين لها؛ لكنهم غيروا موقفهم خلال عام أو عامين بعد أن مكنهم توفر التلسكوبات الحديثة من إعادة مشاهدات غاليليو مرة أخرى. في عام 1611، زار غاليليو الجامعة الغريغورية الرومانية في روما، حيث كان علماء الفلك اليسوعيون قد كرروا مشاهداته. تعاطف أحد العلماء اليسوعيين، واسمه كريستوف غرينبرغر، مع غاليليو ونظرياته، لكن الأب كلاوديو أكوافيفا المسؤول عن اليسوعيين طلب منه الدفاع عن الموقف الأرسطي.

لم تكن ادعاءات غاليليو مقبولة بالكامل: لم يكن كريستوفر كلافوس، والذي كان أكثر علماء الفلك شهرة في تلك الفترة، مقتنعًا تمامًا بفكرة وجود جبال على القمر، كما اختلف الكثيرون خارج الجامعة على حقيقة هذه المشاهدات. في رسالة إلى يوهانس كيبلر في أغسطس 1610، تذمر غاليليو من رفض بعض الفلاسفة المعترضين على اكتشافاته النظر عبر التلسكوب حتى:

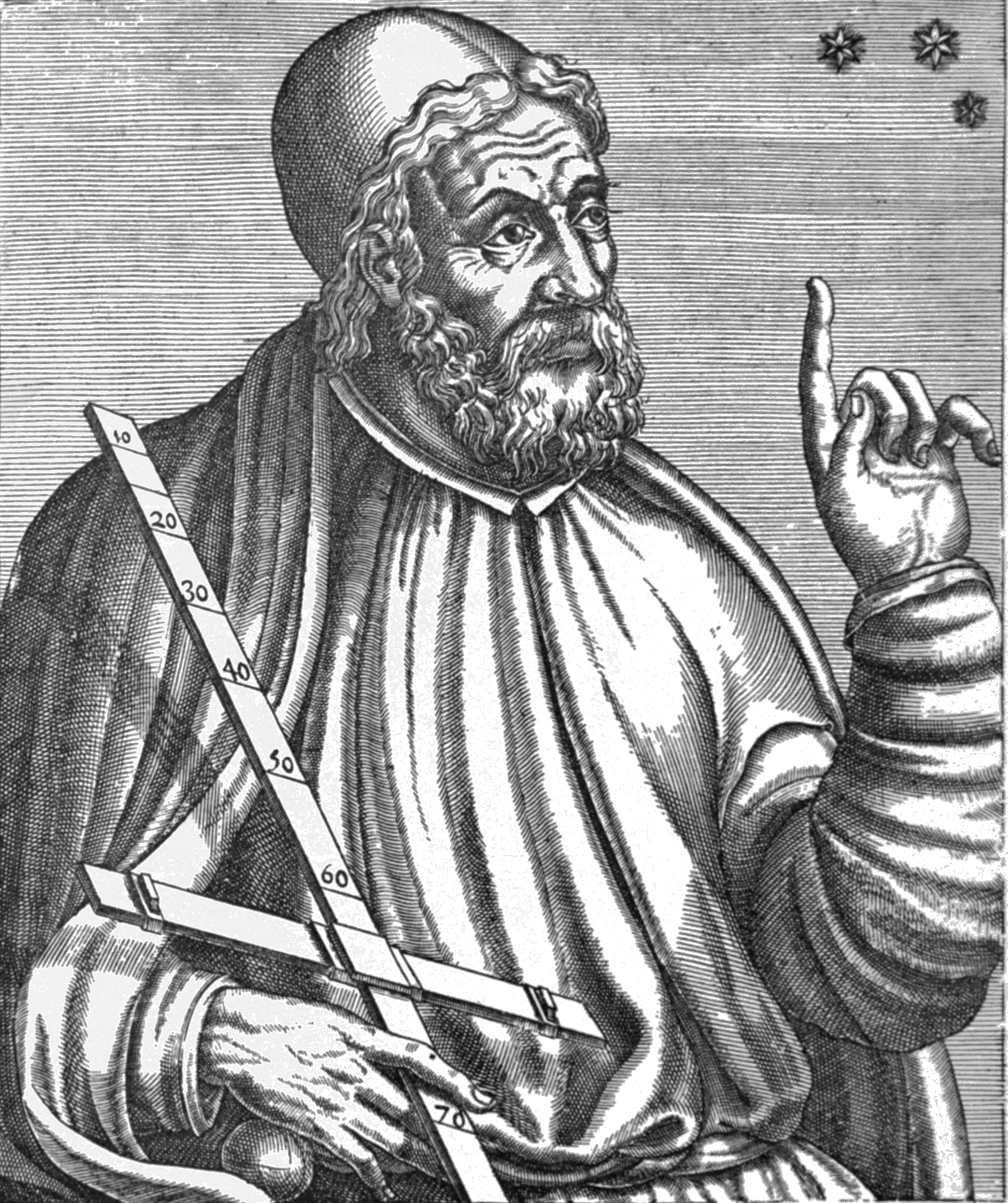
كلوديوس بطليموس (90 – 168 م)، الذي تبنت الكنيسة الكاثوليكية نظام مركزية الأرض الخاص به، ثم حلت محله أعمال كوبرنيكوس وغاليليو في القرنين السادس عشر والسابع عشر.

وضع المؤمنون بمركزية الأرض -والذين تحققوا من موجودات غاليليو وقبلوها- بديلًا لنموذج بطليموس في نموذج مركزي أرضي بديل (نموذج أرضي-شمسي)، اقترحه تيخو براهي في السابق، وهو نموذج ينص على سبيل المثال أن كوكب الزهرة يدور حول الشمس. ذكر براهي أن المسافة إلى النجوم في النموذج الكوبرنيكي يجب أن تكون أكبر بـ 700 مرة من المسافة من الشمس إلى زحل. إضافة إلى ذلك، التفسير الوحيد لتكون النجوم بعيدة إلى هذه الدرجة وتبقى ظاهرة بهذا الحجم في السماء هو أن النجوم وسطيًا هائلة الحجم، أي إنها بحجم مدار الأرض على الأقل، وأكبر من الشمس بكثير.
دخل غاليليو في خلاف حول أولوية اكتشاف البقع الشمسية مع العالم اليسوعي كريستوف شاينر. أصبح هذا الخلاف خصامًا مريرًا مدى الحياة. لكن أيًا منهما لم يكن أول من تعرف على البقع الشمسية، إذ كانت معروفة بشكل جيد من قبل الصينيين منذ عدة قرون.
في هذا الوقت، دخل غاليليو أيضًا في خلاف حول قابلية الأجسام للطفو على سطح الماء أو الغرق ضمنه، متبنيًا تفسير أرخميدس ضد أرسطو. لم يكن الجدل وديًا، كما أن أسلوب غاليليو الفظ والساخر في بعض الأحيان، على الرغم من عدم كونه استثنائيًا في الجدل الأكاديمي خلال تلك الفترة، أكسبه العديد من الأعداء.
خلال هذا الجدل، عرف غاليليو من صديقه الرسام لودوفيكو كاردي دا تشيغولي أن مجموعة من الخصوم الخبثاء، الذين دعاهم استهزاء باسم «عصبة الحمامات»، كانت تخطط لاختلاق مشاكل حول مسألة حركة الأرض، أو أي شيء آخر قد يسبب إزعاجًا لغاليليو. وفقًا لتشيغولي، طلب أحد أفراد المجموعة من كاهن مسيحي إنكار أفكار غاليليو علنًا من المنبر، لكن الأخير رفض. مع ذلك، فعل كاهن آخر باسم توماسو كاتشيني ذلك بالضبط بعد نحو ثلاث سنوات.

## الجدل الإنجيلي

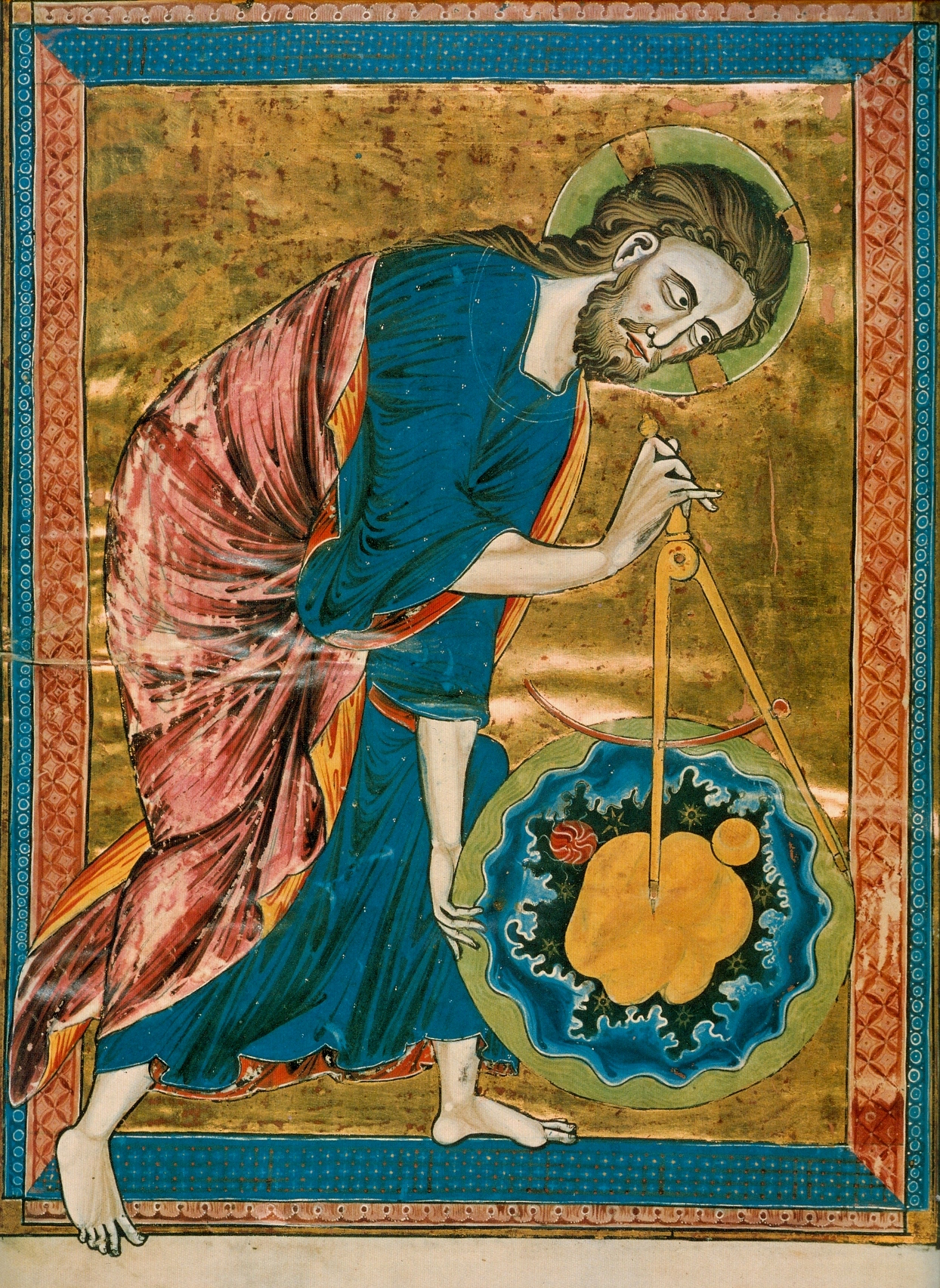
لوحة مسيحية للرب يرسم الكون (الإنجيل المصور، فرنسا، القرن الثالث عشر)

في العالم الكاثوليكي قبل صراع غاليليو مع الكنيسة، آمنت غالبية الطبقة المتعلمة بوجهة نظر أرسطو القائلة بكون الأرض مركز الكون، وأن جميع الأجرام السماوية تدور حول الأرض، على الرغم من ذلك استُخدمت نظريات كوبرنيكوس لإعادة صياغة التقويم عام 1582.
اتفقت نظرية مركزية الأرض مع التفسير الحرفي للنصوص المقدسة في عدد من المواضع، أما نظرية مركزية الشمس القائلة إن الأرض كوكب يدور مع جميع الأجرام السماوية الأخرى حول الشمس فقد اختلفت مع نظرية مركزية الأرض والسلطة الدينية الداعمة لها.

أتى أحد أوائل اتهامات الهرطقة التي احتاج غاليليو إلى التعامل معها عام 1613 من أستاذ الفلسفة والشاعر والخبير في الأدب الإغريقي كوزيمو بوسكاليا. في حديث مع راعي غاليليو كوزيمو الثاني دي ميديشي ووالدة كوزيمو كريستينا لورين، قال بوسكاليا إن المشاهدات التلسكوبية كانت صحيحة، لكن فكرة حركة الأرض كانت مناقضة للنص المقدس بوضوح:
«تحدث الدكتور بوسكاليا مع السيدة [لورين] لبعض الوقت، وعلى الرغم من اعترافه بجميع الأشياء التي اكتشفتموها في السماء، قال إن حركة الأرض أمر غير قابل للتصديق وغير ممكن، خاصة وأن النص المقدس يناقض هذه الحركة بكل وضوح».
في الموقف ذاته، دافع عن غاليليو تلميذه السابق بينيديتو كاستيلي الذي أصبح في هذا الوقت عالم رياضيات وأبًا بندكتيًا. بعد أن أخبر كاستيلي غاليليو بهذا الحديث، قرر غاليليو إرسال رسالة إلى كاستيلي، مقدمًا وجهات نظره حول ما اعتبرها أفضل طريقة لمعاملة النصوص المقدسة التي تقدم تأكيدات حول الظواهر الطبيعية. لاحقًا وفي عام 1615، توسع غاليليو في هذا الشرح من خلال الرسالة إلى الدوقة الكبرى كريستينا.
يبدو أن الراهب الدومينيكاني توماسو كاتشيني كان أول من شن هجومًا خطيرًا على غاليليو. في إحدى خطبه في فلورنسا أواخر عام 1614، استنكر أعمال غاليليو وشركائه وعلماء الرياضيات بشكل عام (وهي صفة عامة شملت علماء الفلك). كان النص الإنجيلي المناقش في هذه الخطبة هو سفر يشوع 10، وفيه يوقف يشوع الشمس في السماء، كانت هذه القصة التي كان على كاستيلي أن يفسرها لعائلة ميديشي في العام السابق. تقول إشاعة أن كاتشيني استخدم أيضًا نصًا من سفر أعمال الرسل 1:11 «أَيُّهَا الرِّجَالُ الْجَلِيلِيُّونَ، مَا بَالُكُمْ وَاقِفِينَ تَنْظُرُونَ إِلَى السَّمَاءِ؟»

## اللقاءات الأولى مع السلطات الدينية

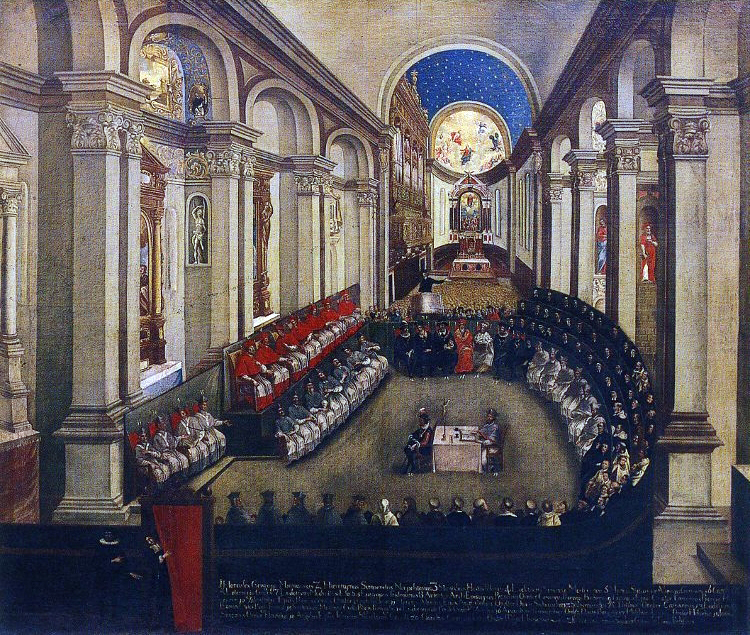
مجمع ترنت (1545 – 1563) في كنيسة سانتا ماريا ماجيوري (كنيسة القديسة مريم الكبرى البابوية). اتهمت محكمة التفتيش غاليليو بالتعدي على تعاليم المجمع. المتحف الأبرشي في ترينتو

في أواخر عام 1614 أو أوائل عام 1615، حصل الكاهن الدومينيكاني نيكولو لوريني زميل كاتشيني على نسخة من رسالة غاليليو إلى كاستيلي. اعتبر لوريني وبقية الدومينيكانيين في اجتماعهم في سان ماركو دليلًا على ضعف المعتقد، ويعود ذلك جزئيًا إلى مخالفتها تعاليم مجمع ترنت:
قرر لوريني وزملاؤه لفت انتباه محكمة التفتيش الكنسية إلى رسالة غاليليو. في فبراير 1615، أرسل لوريني نسخة إلى سكرتير المحكمة الكاردينال باولو إميليو سفوندراتي، بالإضافة إلى رسالة مرافقة تنتقد داعمي غاليليو:
في التاسع عشر من مارس، وصل كاتشيني إلى مكتب قاضي محكمة التفتيش في روما لنبذ غاليليو بسبب إيمانه بالكوبرنيكية وعدد من تهم الهرطقة الأخرى التي ادعى أن تلامذته نشروها.
بعد فترة قصيرة، سمع غاليليو أخبار حصول لوريني على نسخة من رسالته إلى كاستيلي وادعاءه احتواء الرسالة على عدد من البدع. سمع أيضًا أن كاتشيني ذهب إلى روما وشك بأنه يحاول افتعال المشاكل باستخدام نسخة لوريني من الرسالة. ازداد قلقه خلال عام 1615، وفي النهاية عقد العزم على الذهاب إلى روما حالما تسمح له حالته الصحية، وكان ذلك في نهاية العام. من خلال عرض جانبه من القضية هناك، أمل غاليليو بذلك دحض أي شك أو شبهة بالهرطقة حول اسمه، وإقناع السلطات الكنسية بعدم قمع الأفكار المتعلقة بمركزية الشمس.
بذهابه إلى روما، تصرف غاليليو بعكس نصائح أصدقائه وحلفائه، كما خالف نصيحة السفير التوسكاني إلى روما بييرو غيتشيارديني.

## وجهة نظر بيلارمن

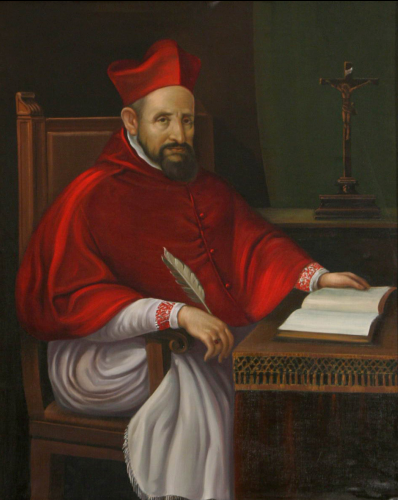
الكاردينال روبرت بيلارمن (1542 – 1621)، الذي ناقش كتابات غاليليو بين عامي 1615 و1616، وطلب منه الابتعاد عن الإيمان بالنموذج الكوبرنيكي أو تدريسه أو مناقشته

دعي الكاردينال روبرت بيلارمن، وهو أحد أبرز علماء اللاهوت الكاثوليك في التاريخ، لفض الخلاف بين غاليليو وخصومه. طُرح سؤال مركزية الشمس للمرة الأولى على الكاردينال بيلارمن، في قضية الأب الكرملي باولو أنطونيو فوسكاريني، إذ كان فوسكاريني قد نشر كتابًا باسم رسالة.. حول رأي.. كوبرنيكوس، والذي حاول التوفيق بين نموذج كوبرنيكوس والنصوص الإنجيلية التي بدت مناقضة له. عبر بيلارمن في البداية عن عدم نيته منع كتاب كوبرنيكوس، لكن الكتاب سيحتاج بعض التعديلات لإظهار النظرية كمجرد أداة حسابية تفيد في «حفظ المظاهر» (أي الحفاظ على الدليل المشاهد).
أرسل فوسكاريني نسخة من الكتاب إلى بيلارمن الذي أجابه برسالة في الثاني عشر من أبريل عام 1615. ذكر غاليليو اسمه في الرسالة، وأُرسلت إليه نسخة بعد فترة قصيرة. بعد بعض التحيات والمقدمات، يبدأ بيلارمن بإخبار فوسكاريني أن الخيار الأكثر حكمة له ولغاليليو هو معاملة نظرية مركزية الشمس كمجرد ظاهرة افتراضية وليس كظاهرة موجودة في الواقع. يضيف قائلًا إن تفسير مركزية الشمس كظاهرة واقعية «أمر شديد الخطورة، ليس فقط لأنه يثير سخط جميع دارسي الفلسفة وعلماء اللاهوت فحسب، بل لأنه يؤذي الإيمان المقدس عندما يصف النص المقدس بالزيف».
إضافة إلى ذلك، في حين لم يكن الموضوع مسألة إيمان في أصله، كانت المعلومات المتحدثة عنه في النص المقدس متعلقة بصلب الإيمان لأن قائلها هو الروح القدس. اعترف أنه وفي حال كان الدليل حاسمًا، «يجب على المرء أن يمضي بكثير من الحذر في تفسير النصوص المقدسة التي تبدو مناقضة؛ وأن يقول إننا لا نفهمها بدلًا من القول إنها خاطئة». لكن إظهار مركزية الشمس كمجرد وسيلة لـ «حفظ المظاهر» لم يكن دليلًا كافيًا للقول إن النظرية حقيقية في الواقع. على الرغم من إيمانه بأن الخيار الأول قد يكون ممكنًا، امتلك «شكوكًا كبيرة بحق» تشير إلى الخيار الثاني، وفي حال وجود شك لم يكن من الممكن الابتعاد عن التفسير التقليدي للنصوص المقدسة. أما الحجة الأخيرة التي ذكرها، فهي نقض التشابه الذي اقترحه فوسكاريني بين كوكب الأرض المتحرك وسفينة يعتقد ركابها أنهم ساكنون على ما يبدو، وأن الشاطئ يبتعد عنهم. رد بيلارمن أنه وفي مثال السفينة، يعلم المسافرون أن منظورهم مغلوط ويصححونه ذهنيًا، بينما يلاحظ العالم على سطح الأرض ثباتها بوضوح، وبالتالي تبدو فكرة حركة الشمس والقمر والكواكب حولها منطقية ولا تحتاج إلى تصحيح.
لم يجد بيلارمن أي مشكلة مع مركزية الشمس طالما كانت طريقة حساب افتراضية بالكامل وليس ظاهرة طبيعية حقيقية، لكنه لم يسمح بالترويج للأخيرة إلا إذا أمكن إثباتها باستخدام المعايير العلمية الحالية. وضع ذلك غاليليو في موقف صعب، لأنه وجد أن الأدلة الحالية تدعم مركزية الشمس بقوة، ورغب بنشر حججه المنطقية.

## فرانشيسكو إنيولي
إضافة إلى بيلارمن، بدأ المونسنيور فرانشيسكو إنيولي مناظرة مع غاليليو، مرسلًا إليه مقالًا عام 1616 يعترض فيه على النموذج الكوبرنيكي. ذكر غاليليو لاحقًا أن هذا المقال كان شديد الأهمية في الأعمال المنتقدة للكوبرنيكية والتي تلت ذلك في فبراير. وفقًا لموريس فينوكيارو، يُعتقد أن إنيولي كان مفوضًا من قبل محكمة التفتيش لكتابة رأي مفصل حول المسألة، وأن المقال قدم «الأساس المباشر الرئيسي» لهذا الحظر. ركز المقال على 18 حجة فيزيائية ورياضية ضد مركزية الشمس. استعار كلامه أساسًا من حجج تيخو براهي، ويجدر بالذكر أنه تحدث عن حجة براهي بأن مركزية الشمس تفترض أن النجوم أكبر من الشمس بكثير.
كتب إنيولي أن المسافة الهائلة إلى النجوم وفق نظرية مركزية الشمس «تثبت بشكل واضح.. أن النجوم الثابتة كبيرة لدرجة أنها قد تفوق في الحجم مدار الأرض ذاتها أو تعادله». أدرج إنيولي أربع حجج لاهوتية في المقال، لكنه اقترح على غاليليو التركيز على الحجج الفيزيائية والرياضية. لم يكتب غاليليو ردًا إلى إنيولي حتى عام 1624، وفيه ذكر، بين عدة حجج وأدلة أخرى، النتائج والتجارب مثل إلقاء حجر من صاري سفينة متحركة.

## المحاكمة والحكم الأول، 1616

### التشاور

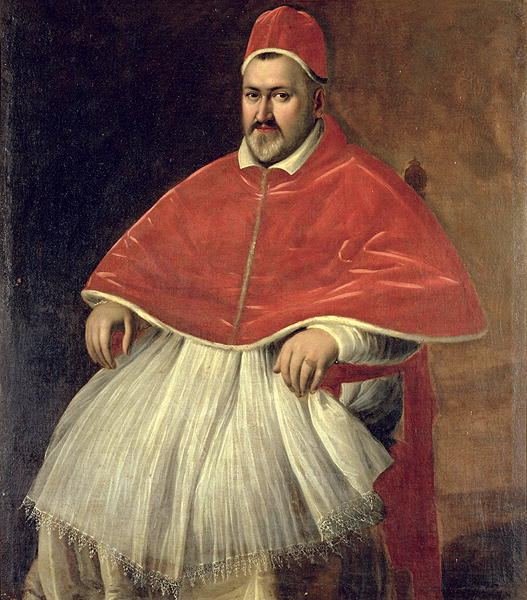
البابا بولس الخامس (1552 – 1621) الذي طلب إيصال حكم لجنة التحقيق إلى غاليليو من الكاردينال بيلارمن عام 1616 (كارافاجيو)

في التاسع عشر من فبراير عام 1616، طلبت محكمة التحقيق من لجنة من علماء اللاهوت المعروفين باسم ’المحكمين’ إبداء آرائهم بمقترحات مركزية الشمس حول الكون. قدم المؤرخون المختصون بقضية غاليليو آراء مختلفة حول سبب تحويل القضية إلى المحكمين في هذا الوقت. يشير بيريتا إلى حصول محكمة التفتيش على إيداع من جيانوزي أتافانتي في نوفمبر من عام 1615، كجزء من تحقيقها في التنديدات بغاليليو من قبل لوريني وكاتشيني. في هذا الإيداع، أكد أتافانتي أن غاليليو كان قد دعم الأفكار الكوبرنيكية القائلة بثبات الشمس وحركة الأرض، وكنتيجة لذلك، يجب على المحكمة تقرير الموقف اللاهوتي من هذه الأفكار. هناك فرضية أخرى ذكرها السفير التوسكاني بييرو غيتشيارديني في رسالة إلى الدوق الأكبر، وهي أن تحويل القضية إلى المحكمة جاء نتيجة حملة غاليليو العدائية الهادفة إلى منع إدانة الكوبرنيكية.

### الحكم
في الرابع والعشرين من فبراير، قدم المحكمون تقريرهم بالإجماع: افتراض كون الشمس ثابتة في الكون «أمر تافه وسخيف في الفلسفة، وهو هرطقة رسمية لأنه يناقض بشكل صريح وفي كثير من المواضع أفكار النص المقدس»؛ افتراض كون الأرض متحركة وليست مركزًا للكون «يحصل على الحكم ذاته في الفلسفة؛ و.. بالنسبة إلى الحقيقة اللاهوتية هو أمر خاطئ من ناحية الإيمان على الأقل». أصبح التقرير الأصلي متوفرًا على نطاق واسع عام 2014.

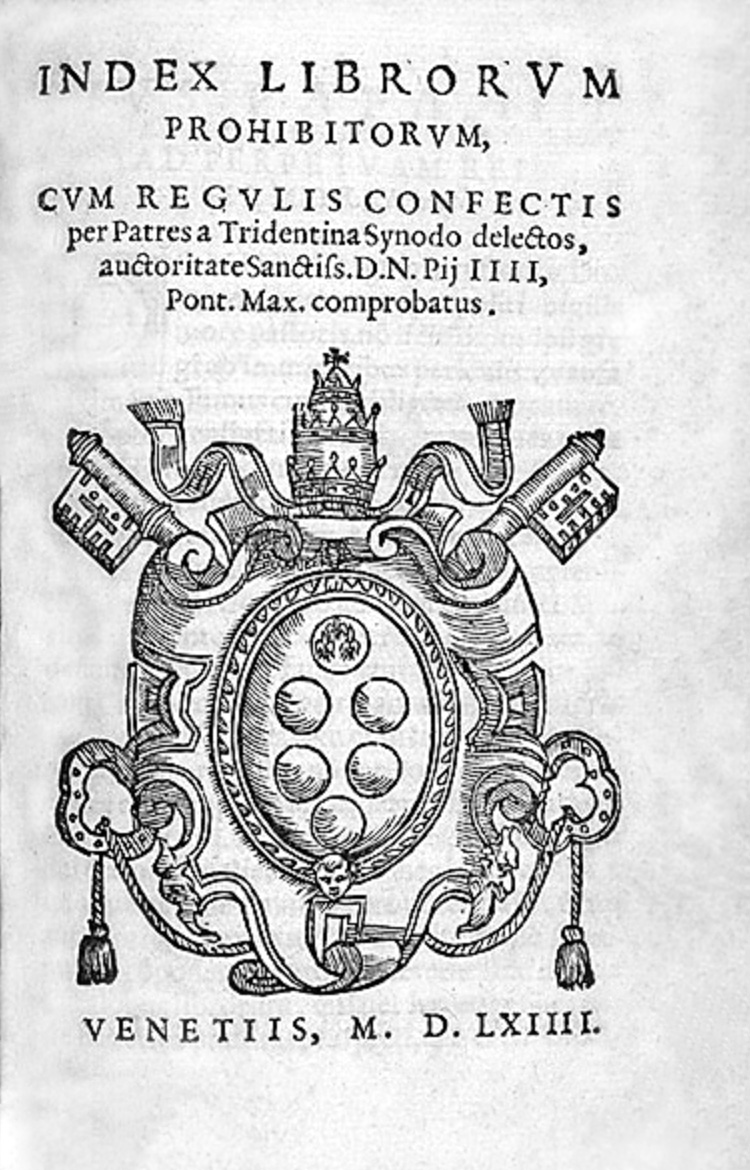
دليل الكتب المحرمة، وهو لائحة من الكتب التي حظرتها الكنيسة الكاثوليكية. بعد إصدار حكم محكمة التفتيش عام 1616، مُنعت أعمال كوبرنيكوس وغاليليو وكيبلر وآخرين لأنها تروج لمركزية الشمس.

في اجتماع مع كرادلة محكمة التحقيق في اليوم التالي، أشار البابا بولس الخامس إلى بيلارمن بتسليم النتيجة إلى غاليليو، وأن يطلب منه التخلي عن آرائه الكوبرنيكية؛ إذا قاوم غاليليو هذه التعليمات، يجب أن تتخذ بحقه قرارات أكثر صرامة. في السادس والعشرين من فبراير، دعي غاليليو إلى منزل بيلارمن ليطلب منه التالي:
«الابتعاد كليًا عن تعليم هذا المعتقد والرأي أو مناقشته.. أن يترك بالكامل.. الرأي القائل إن الشمس تقبع ثابتة في مركز العالم والأرض تدور، وبالتالي الابتعاد عن الإيمان به أو تعليمه أو الدفاع عنه بأي شكل ممكن، إما شفهيًا أو كتابة».
- إنذار محكمة التفتيش ضد غاليليو، 1616
دون وجود أي بدائل مناسبة، قبل غاليليو التعليمات التي تلقاها، وهي أكثر صرامة حتى مما قاله البابا. التقى غاليليو مرة أخرى ببيلارمن، لكن اللقاء التالي كان في ظروف ودية على ما يبدو؛ وفي الحادي عشر من مارس التقى بالبابا، الذي أكد له أنه في مأمن من الملاحقة طوال حياته (أي البابا). لكن صديقي غاليليو ساغريدو وكاستيلي أخبراه بوجود إشاعات تقول بإجباره على التراجع والتوبة. لحماية سمعته، طلب غاليليو رسالة من بيلارمن توضح حقيقة الموضوع. حصلت هذه الرسالة على أهمية كبيرة عام 1633، كذلك الطلب من غاليليو بعدم «حمل أو الدفاع عن» أي معتقدات كوبرنيكية (ما يسمح بمعاملتها بشكل افتراضي) أو عدم تعليمها بأي شكل ممكن. لو أن المحكمة أصدرت قرارًا بعدم تدريس مركزية الشمس على الإطلاق، تكون بالتالي قد تجاهلت موقف بيلارمن.
في النهاية، لم يتمكن غاليليو من إقناع الكنيسة بالابتعاد عن هذا الجدل، لكنه شهد حظر نظرية مركزية الشمس بشكل رسمي. نعت المحكمون هذه النظرية مرارًا بالهرطقة، وذلك لأنها تخالف التفسير الحرفي للنصوص المقدسة، مع أن هذا الموقف لم يكن ملزمًا للكنيسة.

### حظر كتب كوبرنيكوس
بعد إصدار المحكمة إنذارها ضد غاليليو، طلب سيد القصر البابوي المقدس منع رسالة فوسكاريني، إضافة إلى كتاب دوران الأجرام السماوية لكوبرنيكوس حتى تصحيحه. فضل دليل الكتب المحرمة البابوي فرض حظر أكثر صرامة، وبذلك حظر هذا الدليل بموافقة من البابا في الخامس من مارس جميع الكتب التي تروج للنظام الكوبرنيكي، والتي دعته بـ «المذهب الفيثاغوري الزائف، المناقض تمامًا للنص المقدس».
طلب مستشار المكتب المقدس فرانشيسكو إنيولي تعديل كتاب دوران الأجرام السماوية بدلًا من حظره، وذلك بسبب استخداماته في وضع التقاويم. في عام 1618، قبل مجمع دليل الكتب المحرمة هذا الاقتراح، ونشر قراره بعد عامين، سامحًا باستخدام نسخة معدلة من كتاب كوبرنيكوس. بقيت النسخة غير المعدلة ضمن الدليل حتى عام 1758.
مُنعت كتب غاليليو المروجة للكوبرنيكية بالتالي، ومنعه الحكم من «تدريس» الكوبرنيكية أو «الدفاع عنها.. أو مناقشتها». في ألمانيا، مُنعت أعمال كيبلر أيضًا من قبل السلطة البابوية.

## الحوار

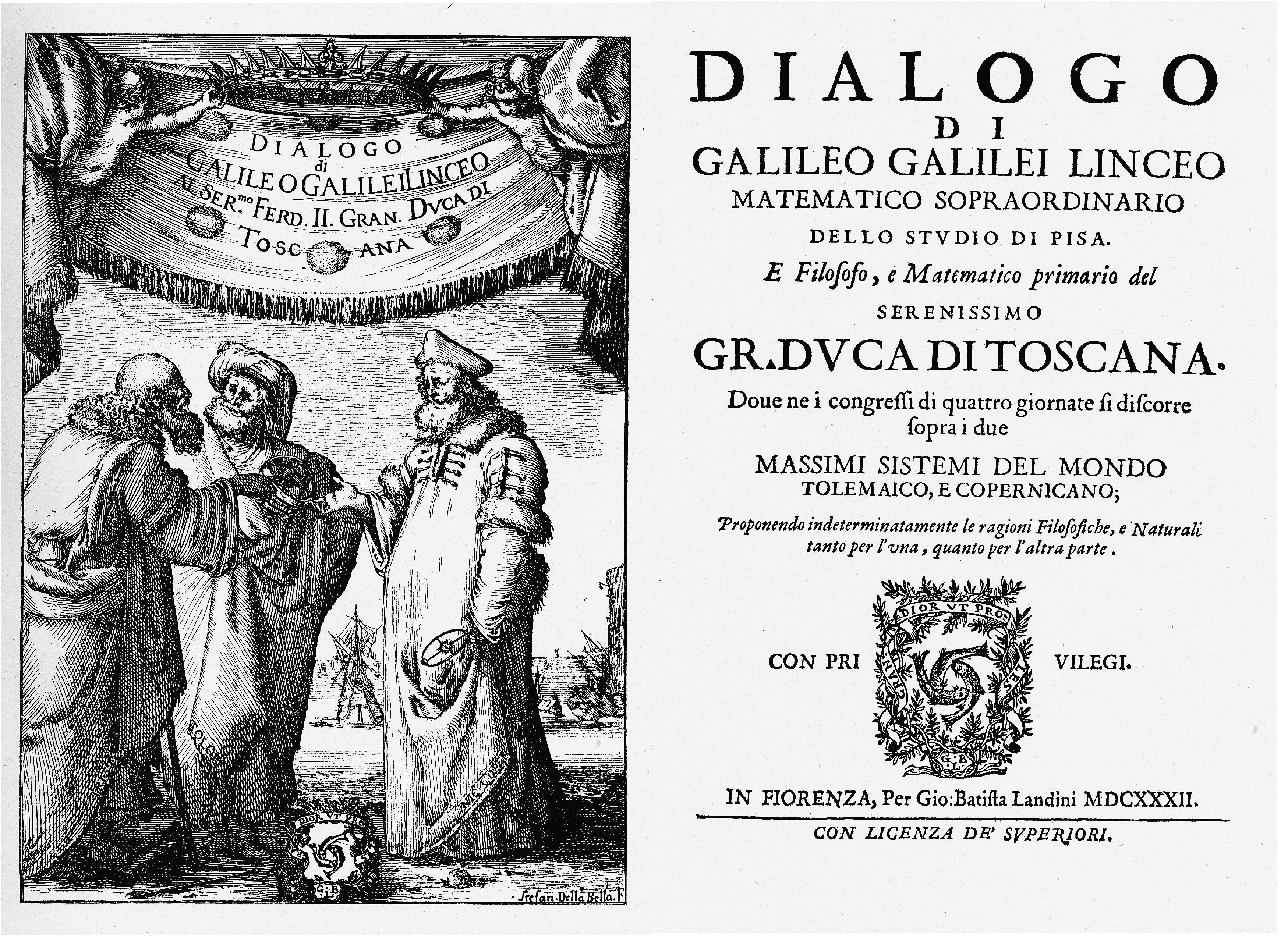
الغلاف والصفحة الأولى من كتاب الحوار لغاليليو، والذي دعم فيه غاليليو نظرية مركزية الشمس.

في عام 1623، مات البابا غريغوري الخامس عشر وتلاه البابا أوربان الثامن الذي أظهر اهتمامًا أكبر بغاليليو، خصوصًا بعد أن سافر غاليليو إلى روما لتهنئة الحبر الجديد.
كان كتاب حوار حول النظامين الرئيسيين للكون، الذي نشره غاليليو عام 1632 وقابل نجاحًا كبيرًا، تدوينًا لمحادثات بين عالم كوبرنيكي باسم سالفياتي وطالب علم حيادي ذكي باسم ساغريدو وأرسطي ممل باسم سيمبليكو، والذي وضع حججًا رتيبة داعمة لمركزية الأرض، وصوره الكتاب كأحمق ضعيف فكريًا. دُحضت حجج سيمبليكو بشكل ممنهج وسُخفت من قبل الشخصيتين الأخريين فيما دعاه يونغسون «دليلًا منيعًا» على صحة النظرية الكوبرنيكية (على الأقل في مواجه نظرية بطليموس – كما يشير فينوكيارو، «كان النظامان الكوبرنيكي والتيخوي متكافئين من ناحية المشاهدات، كما أن الأدلة المتوفرة لتفسير كل منهما توازي الآخر»)، ما يقلل قيمة سيمبليكو إلى الغضب الأحمق، ويجعل موقف الكاتب واضحًا. بالتأكيد، على الرغم من أن غاليليو يذكر في مقدمة الكتاب أن اسم الشخصية منسوب إلى فيلسوف أرسطي مشهور (سيمبليكوس باللاتينية وسيمبليكو بالإيطالية)، يقترب اسم «سيمبليكو» باللغة الإيطالية من صفة «مغفل».
أكد الكاتبان لانغفورد وستيلمان دريك على أن شخصية سيمبليكو كانت مبنية على الفيلسوفين لودوفيكو ديلي كولومبي وسيزاري كريمونيني. طلب البابا أوربان تضمين حججه الخاصة في الكتاب، ما أدى إلى وضع غاليليو هذه الحجج على لسان سيمبليكو. بعد عدة أشهر من نشر الكتاب، حظر البابا أوربان الثامن بيعه وأرسل نصه للفحص من قبل لجنة خاصة.

## المحاكمة والحكم الثاني، 1633
مع خسارة العديد من المدافعين عنه في روما بسبب كتاب الحوار، عام 1633 طُلب من غاليليو المثول أمام المحكمة بتهمة الهرطقة «متمثلة بالإيمان يقينًا بعقيدة زائفة يعلمها البعض تقول إن الشمس مركز العالم» ضد إدانة عام 1616، إذ «تقرر في المجمع المقدس [..] في الخامس والعشرين من فبراير 1616 أن [..] المكتب المقدس سيقدم لك إنذارًا بالتخلي عن هذه العقيدة، وعدم تعليمها للآخرين والدفاع عنها والتعامل بها؛ وإذا لم ترضخ لهذا الإنذار، يجب الحكم عليك بالسجن».

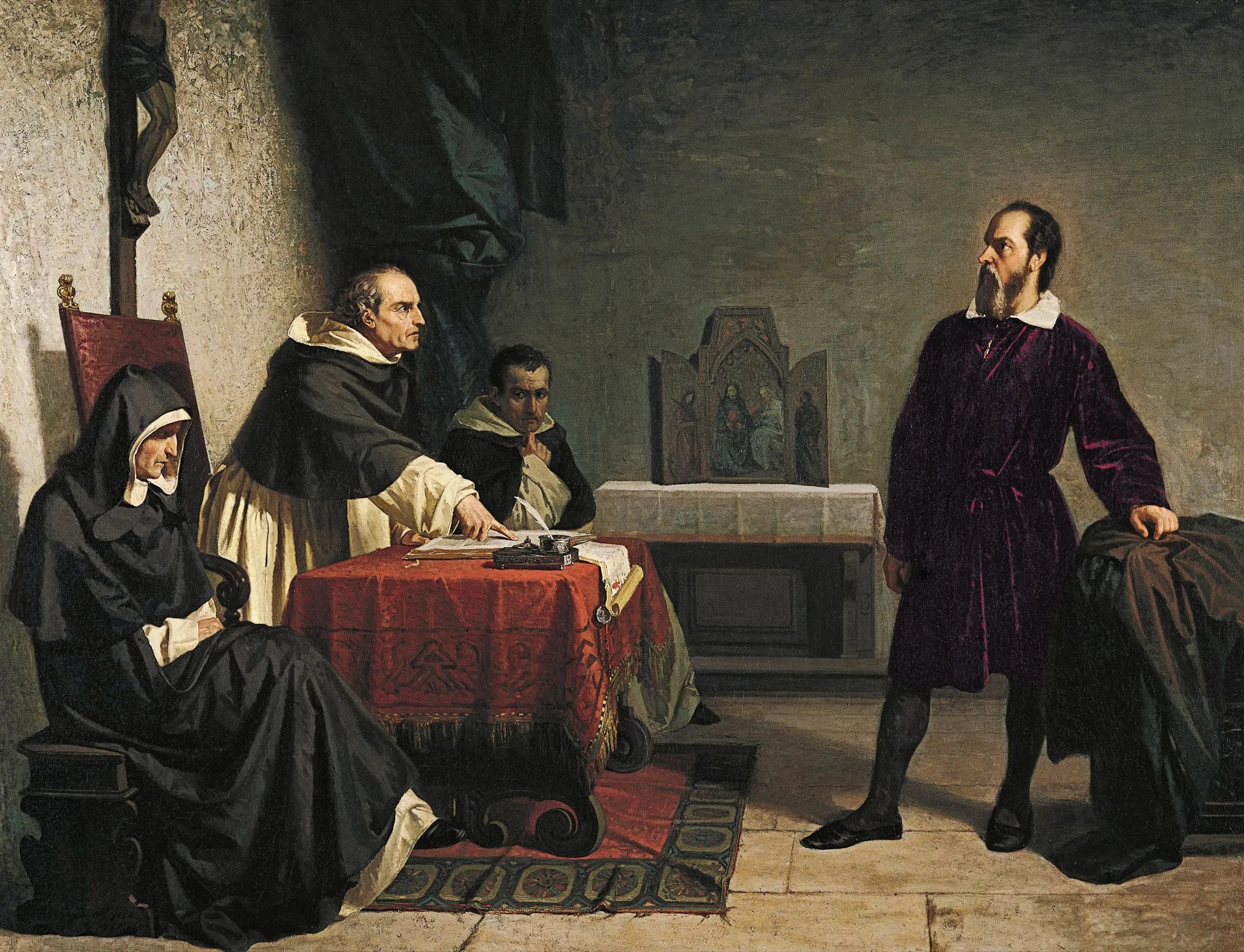
لوحة غاليليو في وجه محكمة التفتيش الرومانية للفنان كريستيانو بانتي (1857)

خضع غاليليو للتحقيق مع التهديد بالأذى الجسدي. أصدرت لجنة من علماء اللاهوت مكونة من ميلكيور إنكوفير وأفوستينو أوريغي وزاكاريا باسكاليغو تقريرًا حول كتاب الحوار. أجمعت آراؤهم على أن الكتاب يعلم النظرية الكوبرنيكية.
وجدت المحكمة غاليليو مذنبًا، وقسمت الحكم الصادر في الثاني والعشرين من يونيو 1633 إلى ثلاثة أقسام أساسية:
- وجد غاليليو «مشتبهًا بقوة بالهرطقة»، بالتحديد لأنه حمل آراء قائلة إن الشمس ثابتة في مركز الكون، وأن الأرض تتحرك وليست في المركز، ولأنه تابع جمل هذا الرأي والدفاع عنه بعد إعلانه مناقضًا للنص المقدس. تطلب المحكمة منه «نبذ ولعن وإنكار» هذه الآراء.[54]
- تحكم عليه المحكمة بالسجن رسميًا بالتفاصيل التي تراها محكمة التفتيش مناسبة. في اليوم التالي يلتزم بالإقامة الجبرية، والتي بقي قيدها بقية حياته.[55]
- يحظر كتاب الحوار، وفي عمل لم تعلن عنه المحكمة، أصبح طبع أي من أعماله ممنوعًا، بالإضافة إلى أي عمل قد يساهم به مستقبلًا.[56]

وفقًا للأساطير الشعبية، وبعد هذا الإنذار، يحكى أن غاليليو تمتم عبارته الثائرة «ولكنها تدور»، لكن هذا الأمر غير مثبت بالدليل. يعود أول ذكر لهذه الأسطورة إلى القرن التالي لموته. لكن عباره «ولكنها تدور» تظهر في لوحة تعود إلى أربعينيات القرن السابع عشر للرسام الإسباني بارتولومه إستبان موريو أو أحد فناني مدرسته. تظهر اللوحة غاليليو المسجون الذي يبدو أنه يشير إلى نسخة من العبارة مكتوبة على جدار الزنزانة.
بعد قضاء مدة مع المطران الودود بيكولوميني في سيينا، سُمح لغاليليو العودة إلى مسكنه في أرتشيتري قرب فلورنسا، حيث أمضى بقية حياته تحت الإقامة الجبرية. استمر بالعمل في مجال الميكانيك، وفي عام 1638 نشر كتابًا علميًا في هولندا. بقي موقفه مثيرًا للشبهات عند كل فرصة. في مارس من عام 1641، أرسل إلى غاليليو أحد تلامذته وأتباعه فينسنتيو رينيري قائلًا إن قاضي التحقيق قد طلب منذ فترة قصيرة من أحد الكتاب في فلورنسا تغيير كلمات كتابه من «غاليليو القدير» إلى «غاليليو، رجل ذو اسم مشهور».
لكن وبفضل غاليليو إلى حد ما، أنشئت الأكاديمية الأولى المخصصة للعلوم التطبيقية الحديثة باسم أكاديمية الإسمنت في أرتشيتري، وهي التي أجرى ضمنها فرانسيسكو ريدي تجاربه المضبوطة، كما حدثت إنجازات مهمة عديدة ما أدى في النهاية إلى المساعدة في دخول أوروبا عصر التنوير.

## التأريخ

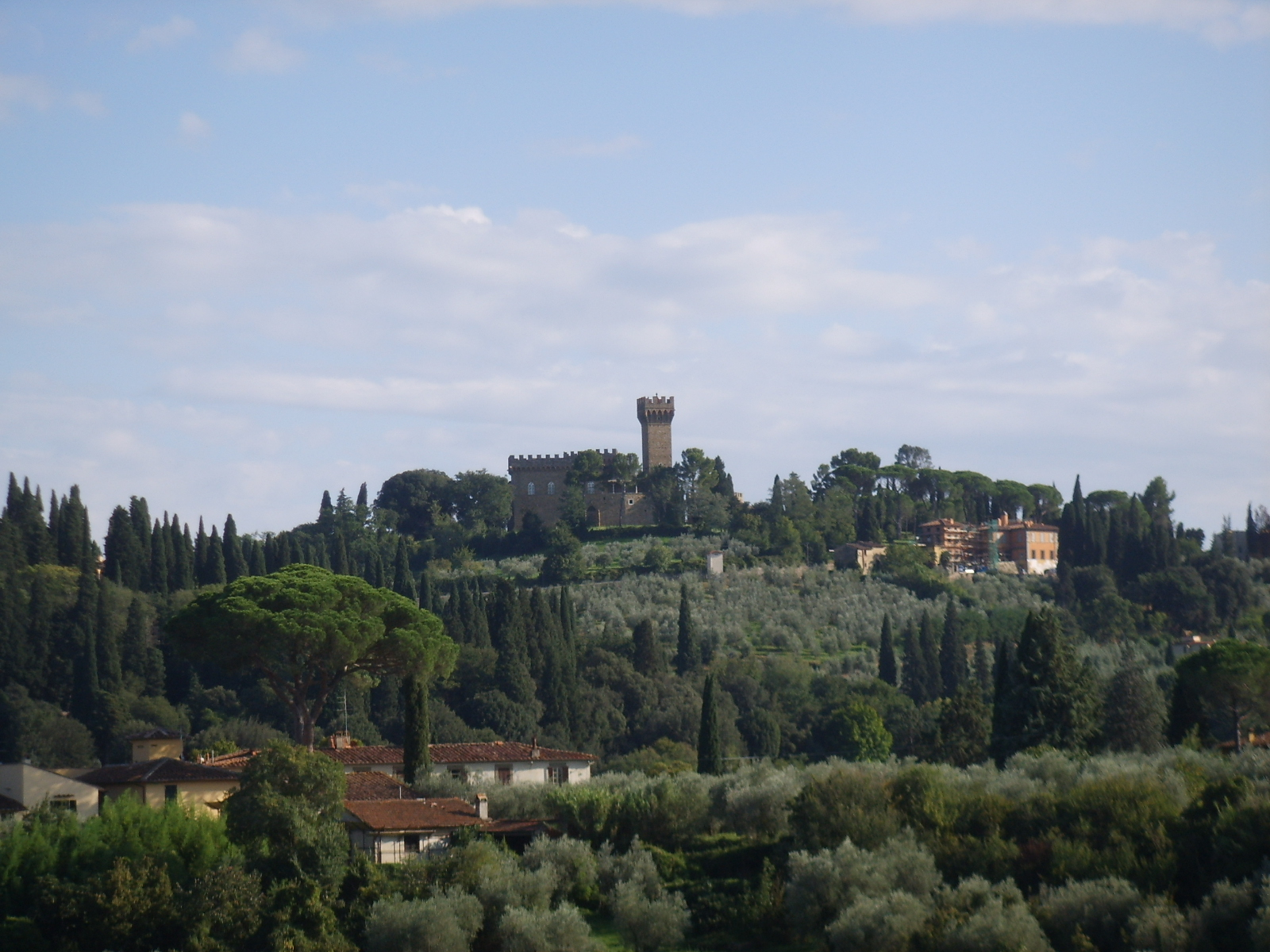
صورة لمنطقة أرتشيتري في التلال المطلة على فلورنسا، حيث أمضى غاليليو حياته منذ عام 1634 فصاعدًا تحت الإقامة الجبرية.

هناك بعض الأدلة التي تشير أن أعداء غاليليو أقنعوا البابا أوربان بأن شخصية سيمبليكو في كتاب غاليليو هي تصوير ساخر له. نفى المؤرخون الحديثون ذلك إذ كان استهداف غاليليو للبابا بهذه الطريقة أمرًا مستبعدًا.
تجادل الكاتبة دافا سوبي أنه وخلال هذه الفترة، كان أوربان قد أصبح تحت تأثير قضاة المحكمة ومشاكل الدولة. بدأت صداقته مع غاليليو بالتراجع على حساب شعوره بالملاحقة وخوفه الشخصي على حياته. قُدمت مشكلة غاليليو إلى البابا من قبل أعضاء المحكمة وأعداء غاليليو، وذلك إثر ادعاءات من كاردينال إسباني أن أوربان كان محاميًا ضعيفًا عن الكنيسة. لم يكن الوضع مبشرًا بالأمل بالنسبة إلى دفاع غاليليو عن الكتاب.
جادل عدد من الكتاب –مثل بول فايراباند- أن الكنيسة الكاثوليكية، وليس غاليليو، امتلكت الأحقية العلمية في الجدال حول مكان الأرض والشمس وحركتهما، نظرًا للمعلومات المتوفرة في ذلك الوقت. في إشارة إلى رسالة بيلارمن إلى فوسكاريني، يقترح الفيزيائي بيير دويم أنه «في أحد المجالات، على الأقل، أظهر بيلارمن نفسه كعالم أفضل (أو فيلسوف في العلم) من غاليليو عبر رفض احتمال ’دليل صارم على حركة الأرض’، بناء على أن النظرية الفلكية تفيد فقط في ’حفظ المظاهر’ دون الكشف الحقيقي عن ’ما يحدث في الحقيقة’».
في كتابه أخطاء علمية المنشور عام 1998، يشير روبرت يونغسون إلى أن غاليليو قد عانى لمدة عامين في صراعه ضد الرقابة الكنسية لنشر كتاب يروج لمركزية الشمس. يدعي أن الكتاب نُشر فقط نتيجة لما يعتقد أنه فراغ أو استهتار من المراقب، والذي فصل في النهاية. من جهة أخرى، يطرح جيروم كي. لانغفورد وريموند جي. سيغر أن البابا أوربان ومحكمة التفتيش قدما تصريحًا رسميًا بنشر كتاب كتابه حوار حول النظامين الرئيسيين للكون. يدعيان أن أوربان طلب من غاليليو شخصيًا تقديم حجج داعمة لمركزية الشمس وناقضة لها في الكتاب، إضافة إلى تضمين حجج أوربان الخاصة، وعدم الترويج لمركزية الشمس من قبل غاليليو.
يؤكد بعض المؤرخين أن مواجهة غاليليو لم تكن فقط مع الكنيسة، بل مع الفلسفة الأرسطية، وذلك من النواحي العلمانية والدينية.

### نظرية ريدوندي
وفقًا لنظرية بديلة جدلية طرحها بييترو ريدوندي عام 1983، كان السبب الأساسي لإدانة غاليليو عام 1633 هو هجومه على العقيدة الأرسطية حول المادة بدلًا من الدفاع عن الكوبرنيكية. في إنذار مجهوم معروف باسم «جي 3» اكتشفه ريدوندي في أرشيف الفاتيكان، وُجد أن الذرية التي اعتنقها غاليليو في عمله السابق الأساير عام 1623، لم تكن متوافقة مع عقيدة تحويل الجوهر في الأفخارستيا. في ذلك الوقت، كُلف الأب جيوفاني دي غيفارا، والذي كان موقفه جيدًا من غاليليو، بالتحقيق في هذه الشكوى على ما يبدو، والذي برأ الكتاب من جميع تهم الكفر. تعرض الكتاب لهجوم مماثل مبني على أسس عقائدية من قبل الكاهن اليسوعي أورازيو غراسيني عام 1626 مستخدمًا الاسم المستعار «سارسي» وفقًا لريدوندي:
- اعتبر اليسوعيون، الذين كانوا قد ربطوا كتاب الأساير مسبقًا بأفكار ذرية كافرة، الأفكار حول المادة في كتاب الحوار لغاليليو دليلًا أوضح على أن أفكاره الذرية كانت غير متوافقة مع معتقد الأفخارستيا بشكل يندرج في إطار الهرطقة، واعترضوا عليه بناء على هذه الأدلة.[69]
- كان البابا أوربان الثامن الذي تعرض لهجوم من قبل الكرادلة الإسبان بحجة تسامحه الشديد مع أصحاب البدع، والذي كان قد شجع غاليليو أيضًا على نشر كتاب الحوار، معرضًا للخطر إذا حصل أعداؤه من الكرادلة مفتشي المحكمة على فرصة للتعليق على دعمه نشر كتاب يحوي بدعًا أفخارستية.
- شكل أوربان بعد منع بيع الكتاب لجنة للتحقيق في كتاب الحوار، كان ذلك ظاهريًا بغرض تحري إمكانية عدم تحويل الموضوع إلى محكمة التفتيش على الإطلاق، وكخدمة لراعي غاليليو فرديناندو الثاني دي ميديشي الدوق الأكبر لتوسكانا. كان الهدف الحقيقي لأوربان هو تجنب إحالة اتهامات الهرطقة الأفخارستية إلى محكمة التفتيش، وشكل اللجنة من مفوضين مقربين يمكن الاعتماد عليهم لعدم ذكرها في التقرير. أصدرت اللجنة تقريرًا يحكم ضد غاليليو.

تعرضت فرضية ريدوندي المتعلقة بالنوايا الخفية خلف محاكمة عام 1633 للانتقاد، ورفضها العديد من دارسي تاريخ غاليليو. لكن الروائي والكاتب العالمي مايكل وايت دعم هذه الفرضية منذ فترة قريبة.

### وجهة نظر الكنيسة الكاثوليكية المعاصرة
في عام 1758، رفعت الكنيسة الكاثوليكية الحظر الشامل عن الكتب المروجة لمركزية الشمس المذكورة في دليل الكتب المحرمة. لكنها لم تلغ القرارات الصادرة من قبل محكمة التفتيش في حكمها عام 1633 ضد غاليليو بشكل صريح، أو ترفع الحظر عن النسخ غير المعدلة من كتاب دوران الأجرام السماوية لكوبرنيكوس أو الحوار لغاليليو. حصلت هذه القضية على اهتمام خاص عام 1820 عندما رفض سيد القصر البابوي المقدس (المراقب الرئيسي للكنيسة) فيليبو أنفونسي ترخيص كتاب للكاهن الكاثوليكي جيزيبي سيتيلي، لأنه يتعامل مع مركزية الشمس كحقيقة فيزيائية. التمس سيتيلي من البابا بيوس السابع استئناف الحكم. بعد إعادة النظر في القضية من قبل مجمع دليل الكتب المحرمة والمكتب المقدس، نُقض قرار أنفونسي. بعد ذلك أعفي كتابا دوران الأجرام السماوية لكوبرنيكوس والحوار لغاليليو من النسخة التالية من دليل الكتب المحرمة عام 1835.
في عام 1979، عبر البابا يوحنا بولس الثاني عن أمله بأن «علماء اللاهوت وعلماء الدين والمؤرخين، مفعمين بروح من التعاون العلمي، سيدرسون قضية غاليليو بشكل أعمق وباعتراف صريح بالأخطاء بغض النظر عن مصدرها». لكن لجنة الدراسة البابوية عديدة التخصصات المشكلة عام 1981 لدراسة القضية لم تصل إلى نتيجة حاسمة. نتيجة ذلك، كان خطاب البابا عام 1992 لإغلاق القضية مبهمًا، ولم يحقق نواياه التي عبر عنها عام 1979.

في الخامس عشر من فبراير عام 1990، وفي خطاب في جامعة روما سابينزا، أشار الكاردينال راتزنغر (لاحقًا البابا بندكتوس السادس عشر) إلى بعض وجهات النظر الحالية حول قضية غاليليو لتشكيل ما دعاه «وجهة نظر متعاطفة توضح قدر ازدياد تشكيك الحداثة بذاتها اليوم في العلم والتكنلوجيا». في دليل على ذلك، قدم وجهات نظر عدد من الفلاسفة البارزين مثل إرنست بلوخ وكارل فريدريش فون فايزاكر إضافة إلى بول فايراباند، والذي اقتبس منه ما يلي:
«كانت الكنيسة في زمن غاليليو أقرب إليه من المنطق بكثير، وأخذت بعين الاعتبار العواقب الأخلاقية والاجتماعية لتعاليم غاليليو أيضًا. كان قرارها ضد غاليليو عقلانيًا ومحقًا، أما التراجع عن هذا القرار فهو مبرر فقط على أساس ما هو مناسب سياسيًا».
لم يذكر راتزنغر موقفه من آراء فايراباند، لكنه قال في السياق ذاته إنه «من الحماقة أن نبني اعتذارًا متهورًا بالاعتماد على هذه الآراء».

في عام 1992، أُعلن أن الكنيسة الكاثوليكية تتوجه نحو تبرئة غاليليو:
«بفضل بديهته الحاضرة كعالم فيزياء عبقري وبالاعتماد على عدة حجج، فهم غاليليو، الذي اخترع المنهج التجريبي بشكل خاص، كيف أن الشمس تحديدًا هي الجزء الذي يجب أن يكون في مركز العالم المعروف في ذلك الوقت، أي المجموعة الشمسية من الكواكب. كان خطأ رجال اللاهوت في ذلك الوقت، عندما أصروا على مركزية الأرض، هو الاعتقاد أن فهمنا لبنية العالم المادي كانت مبنية، بطريقة ما، على التفسير الحرفي للنص المقدس».
- البابا يوحنا بولس الثاني، المراقب الروماني (44) – الرابع من نوفمبر 1992.
في يناير 2008، اعترض الطلاب والأساتذة على الزيارة المخططة للبابا بندكتوس السادس عشر إلى جامعة روما سابينزا، ذاكرين في رسالة أن وجهات نظر البابا حول غاليليو «توجه لنا الإهانة والإذلال كعلماء أوفياء للمنطق وكأساتذة كرسنا حياتنا لتقدم المعرفة ونشرها». استجابة لهذه المطالب ألغى البابا الزيارة. أصبح النص الكامل لكلمة البابا المقررة في ذلك اليوم متوفرًا للجميع بعد عدة أيام من قرار البابا بندكتوس إلغاء الزيارة إلى الجامعة. اعترض رئيس الجامعة ريناتو غاريني ورئيس الوزراء الإيطالي الأسبق رومانو برودي على هذه الاحتجاجات ودعموا حق البابا في الحديث. يجدر بنا أن نذكر إصدار بيانات مضادة للاحتجاجات عن كل من الأستاذين جيورجيو إسرايل وبرونو دالا بيكولا.

## لائحة الأعمال الفنية المتعلقة

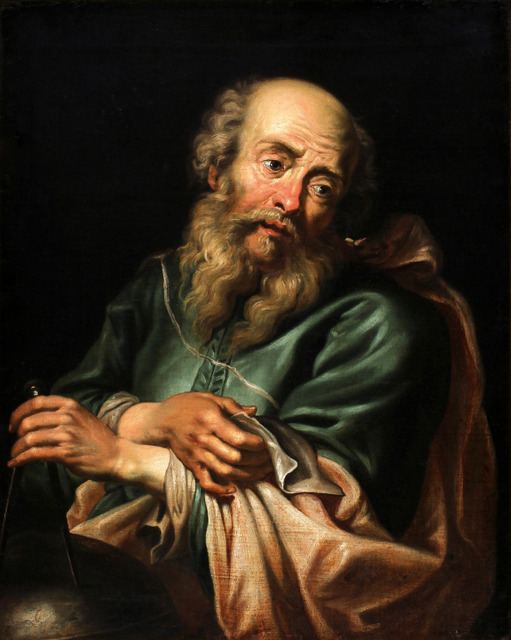
لوحة غاليليو غاليلي للفنان بيتر بول روبنس (نحو عام 1630)

بالإضافة إلى العدد الكبير من الأعمال الأدبية والأفلام الوثائقية حول غاليليو وقضيته، صورت القضية في عدد من المسرحيات التاريخية والأفلام. نشر متحف غاليليو لائحة لعدد من المسرحيات. نُشرت لائحة مخصصة للأفلام في مقال لكريستينا أوليفوتو وأنتونيلا تيستا:
- غاليلي: مسرحية فرنسية لفرانسوا بونسار أديت للمرة الأولى عام 1867.[88]
- غاليليو غاليلي: فيلم إيطالي قصير صامت للويجي ماجي صدر عام 1909.[87][89]
- حياة غاليليو: مسرحية للكاتب المسرحي الألماني برتولت بريشت توجد منها نسخ متعددة، ومنها نسخة عام 1947 الإنجليزية بمشاركة تشارلز لوتون.[90] لُقبل المسرحية بـ «رائعة بريشت» من قبل مايكل بيلينغتون من صحيفة ذا غارديان البريطانية.[91] صنع جوزيف لوسي، الذي أخرج الإنتاجات الأولى للنسخة الإنجليزية عام 1947، فيلمًا مبنيًا على المسرحية صدر عام 1975.
- مصباح في منتصف الليل: وهي مسرحية للكاتب باري ستيفس أديت للمرة الأولى عام 1947. عُرض اقتباس تلفزيوني للمسرحية عام 1964؛ وكان من إخراج جورج شايفر. صدرت نسخة مسجلة على أشرطة في إتش إس في الثمانينيات.[92]
- غاليليو: فيلم إيطالي صدر عام 1968 كتبته وأخرجته ليليانا كافاني.
- غاليليو غاليلي: مسرحية أوبرا ألفها موسيقيًا فيليب غلاس وكتبت ماري زيمرمان نصها. أديت للمرة الأولى عام 2002.